# بيت بلا أبواب (مسلسل)
 بيت بلا أبواب، مسلسل تلفزيوني كويتي. عرض بعام 2001. وهو من بطولة سعاد عبد الله، محمد المنصور وخالد النفيسي، وإخراج غافل فاضل من فكرة للفنان منصور المنصور وقصة للمصري فيصل ندا وقام بكتابة السيناريو والحوار للفنان كاظم القلاف.

## ملخص القصة
يتولى سالم رعاية أشقاؤه، ولكن ضيق الحال وقصر اليد؛ تدفع بتاجر المخدرات صالح لاستغلال وظيفة سالم بالمطار وإقناعه بالعمل معه مقابل تسديد كل ديونه، ولكن هناك من كان له بالمرصاد.

## فريق العمل

### تمثيل
| الممثل        | دور |
| ------------- | --- |
| سعاد عبد الله |     |
| خالد النفيسي  |     |
| محمد المنصور  |     |
| مريم الصالح   |     |
| غانم الصالح   |     |
| طيف           |     |
| عبير الجندي   |     |
| فاتن الدالي   |     |
| فرح علي       |     |
| محمد الشطي    |     |